# 小竹干拓
小竹干拓（おだけかんたく）は、千葉県佐倉市の大字。2017年10月31日現在の人口は0人。郵便番号285-0000。

## 地理
北は印西市岩戸干拓、東は臼井台干拓、南東は臼井田、南は小竹、西は先崎、北西は先崎干拓に隣接している。

## 小・中学校の学区
市立小・中学校に通う場合、学区は以下の通りとなる。
| 番地 | 小学校             | 中学校             |
| ---- | ------------------ | ------------------ |
| 全域 | 佐倉市立小竹小学校 | 佐倉市立井野中学校 |